# Henry Luyten

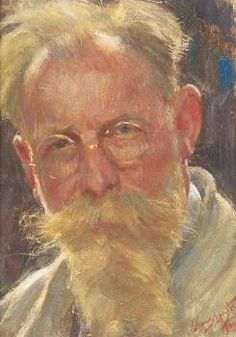
Henry Luyten, zelfportret

Hendrik (Henry) Luyten (Roermond, 21 mei 1859 - Brasschaat, 21 januari 1945) was een in Nederland geboren, later tot Belg genaturaliseerde kunstschilder, die vooral bekend is om zijn door het impressionisme beïnvloede werken.

## Biografie
Luyten werd geboren in Roermond als zoon van Francis Hubert Luyten (1833-1908) en Johanna Hendrica de Bee (1829-1904). Hij studeerde vanaf 1878 aan de Koninklijke Academie voor Schone Kunsten in Antwerpen en bezocht in 1883 de bekende Académie des Beaux-Arts in Parijs. In 1884 keerde hij terug naar Roermond en werd lid van de kunstkring "Als ik kan". Vanaf die tijd raakte hij bevriend met Henry Van de Velde, Jan-Willem Rosier en Leon Brunin en nam hij deel aan diverse exposities. Toen hij in 1886 de gouden medaille van het Rijksmuseum te Amsterdam won, raakte hij bevriend met Matthijs Maris, Jacob Maris, Hendrik Willem Mesdag, Lourens Alma Tadema en de Italiaanse schilder Giovanni Segantini. Beïnvloed door de Haagse School en de School van Barbizon ontwikkelde hij zich in deze periode tot een van de belangrijkste impressionistische schilders van de Lage Landen. Later zou hij met name ook genrestukken gaan schilderen.
Van 1886 tot 1887 verbleef Luyten in het Waalse mijngebied Borinage, waar hij getuige was van de bloedige onderdrukking van een grote staking. Dit inspireerde hem tot een aantal schilderwerken zoals Na de opstand, Misère en vooral het monumentale De werkstaking.

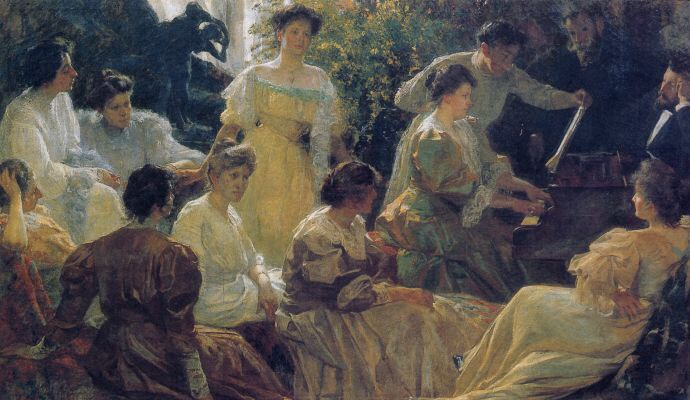
Sonata

In 1890 huwde Henry Joanna Francisca Brees (1854-1916), met wie hij een zoon kreeg: Henry Francis. Het gezin vestigde zich in Merksem. In 1896 liet Luyten zich tot Belg naturaliseren en verhuisde hij naar Brasschaat, naar een oude boerderij, waar hij rond 1900 een eigen school opende: het Institut des Beaux Arts Henry Luyten. Hier leidde hij diverse kunstschilders op uit diverse landen, waaronder Mara Corradini, Flora Zenker, Mary Poulle, Pierre Blanc, Maria Jansen, Mathilde Bernard en Hedwich Behnisch, die na de dood van Joanna zijn tweede vrouw zou worden.
Luyten werd na de Eerste Wereldoorlog beschuldigd van steun aan de vernederlandsing van de Universiteit van Gent door de Duitsers en de acceptatie van een hem door de Duitsers aangeboden positie aan de Antwerpse Academie. Teleurgesteld verliet hij België, ging enige tijd in Noord-Duitsland wonen, in  Wieck auf dem Darß bij de Oostzee, om in 1923 als overtuigd flamingant naar Brasschaat terug te keren.
Eind 1923 verbleef Luyten enige weken in de Zwitserse Alpen, die hij op zijn eigen wijze schilderde. In 1926 en 1928 exposeerde hij in Engeland, maar in België werd hij nog steeds geboycot. Uiteindelijk schonk hij zijn werk aan zijn geboortestad Roermond. In 1932 opende prinses Juliana daar het "Gemeentelijk Museum Hendrik Luyten-Dr. Cuypers". Luyten werd bevorderd tot Officier in de Orde van Oranje-Nassau. Sinds de renovatie van het gemeentelijk museum en omdoping tot Cuypershuis in 2011 is een groot aantal werken van Luyten te zien in de ECI Cultuurfabriek te Roermond.
Luytens houding tijdens de Eerste Wereldoorlog kreeg ruim twintig jaar later nog een staartje. Na de bevrijding van België in 1945 werd hij vanwege dat verleden van zijn ziekbed gelicht en een nacht in de cel geworpen. Een paar dagen later overleed hij.

#### Het Gulden Doek van Vlaanderen

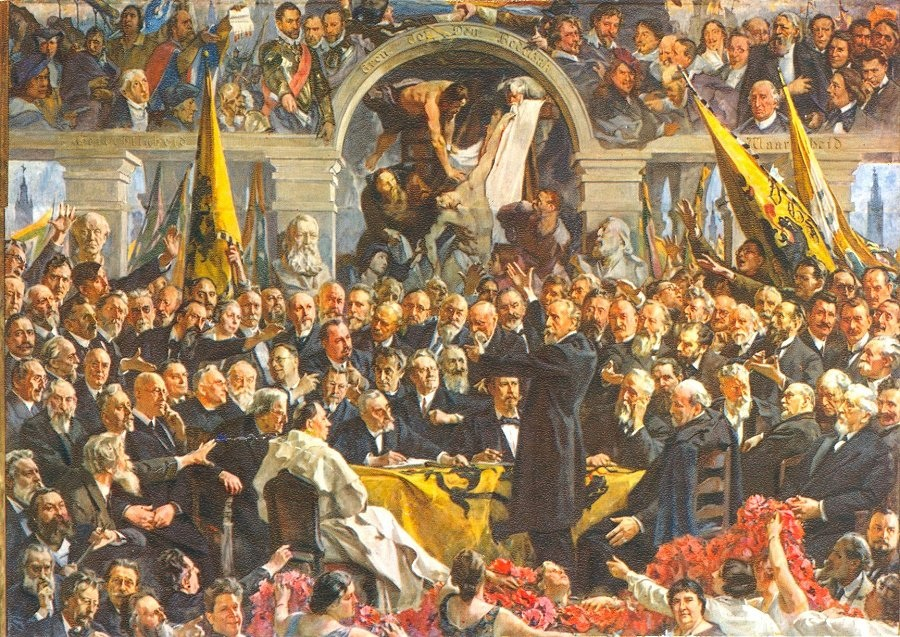
Het Gulden Doek van Vlaanderen

Het bekendste schilderij van Luyten is wel “Het Gulden Doek van Vlaanderen”, waarin hij een fictieve ontmoeting verbeeldt van honderd personen die in zijn ogen een sleutelrol hebben gespeeld in de geschiedenis van Vlaanderen. Katholiek of liberaal, collaborateur of verzetsheld, levend of dood, allen worden afgebeeld tegen de achtergrond van Rubens' "Afdaling van het kruis". Luyten werkte tien jaar aan dit schilderij, van 1931 tot 1941. Het is te bezichtigen in museum De IJzertoren te Diksmuide.